# Christian Schmidt (Fußballspieler, 1888)
Christian Schmidt (* 9. Juni 1888 in Berlin; † 19. März 1917) war ein deutscher Fußballspieler.

## Karriere

### Vereine
Schmidt gehörte von 1905 bis 1909 dem BTuFC Britannia 1892 an, für den er in den vom Verband Berliner Ballspielvereine organisierten Meisterschaften zum Einsatz kam. Einen Titel gewann er als Torwart mit der Mannschaft nicht und entging in der Saison 1906/07 nur knapp dem Abstieg in die 2. Klasse.
Von 1909 bis 1912 spielte er für den in Reinickendorf ansässigen Berliner FC Concordia. Nach seiner ersten Saison stieg er mit der Mannschaft in die 2. Klasse ab, in der er noch zwei Spielzeiten absolvierte.
Anschließend – nach Stuttgart gelangt – spielte er die Saison 1912/13 im Südkreis, als einem von vier Kreisen, in denen im Süddeutschen Fußball-Verband die jeweiligen Meisterschaften im Rundenturnier ausgetragen wurden, für den FC Stuttgarter Kickers. Zum unvorhergesehenen Ende seiner Fußballspielerkarriere gewann er mit der Südkreis- und der Süddeutschen Meisterschaft seine ersten Titel. Letzterer führte dazu, dass er in der Endrunde um die Deutsche Meisterschaft, mit der am 20. April 1913 im Viertelfinale gegen den Duisburger SpV mit 1:2 erlittenen Niederlage, sein einziges Endrundenspiel bestritt.

### Nationalmannschaft
Schmidt bestritt drei Länderspiele für die A-Nationalmannschaft und debütierte am 24. April 1910 in Arnheim bei der 2:4-Niederlage gegen die Nationalmannschaft der Niederlande im Trikot des DFB – zugleich als Mannschaftskapitän. Im Jahr 1913 bestritt er seine letzten beiden Länderspiele, die ebenfalls verloren wurden. Das erste am 21. März in Berlin bei der 0:3-Niederlage gegen die Nationalmannschaft Englands und das zweite am 18. Mai in Freiburg im Breisgau bei der 1:2-Niederlage gegen die Schweizer Nationalmannschaft. In den letzten drei Länderspielen vor dem Ausbruch des Ersten Weltkriegs, in dem Schmidt als Soldat 1917 fiel, wurde er nicht mehr berufen.

## Erfolge
- Süddeutscher Meister 1913
- Südkreismeister 1913

## Sonstiges
Als er in seinem ersten Länderspiel die Mannschaft aufs Spielfeld führte, war er bis zum 13. Mai 2014 mit 21 Jahren und 299 Tagen der jüngste Spielführer einer deutschen Nationalmannschaft, bevor er von Julian Draxler in dieser Kategorie als Rekordhalter abgelöst wurde.